# Albert Claude
Albert Claude (Longlier, 1899. augusztus 24. – Brüsszel, 1983. május 22.) belga-amerikai orvos, sejtbiológus. 1974-ben Christian de Duve-val és George Emil Palade-dal közösen elnyerte az orvostudományi Nobel-díjat „a sejt szerkezeti és funkcionális szerveződését illető felfedezéseikért”.

## Ifjúsága
Albert Claude 1899. augusztus 24-én született a belgiumi Neufchâteau-höz tartozó ardenneki tanyaközösségben, Longlierben, Florentin Joseph Claude és Marie-Glaudice Claude (leánykori nevén Watriquant) négy gyermeke közül a legfiatalabbként. Apja Párizsban tanult pék volt, akinek a helyi vasútállomás mellett volt kis péksége és vegyesboltja. Anyja mellkarcinóma miatt meghalt amikor Albert 7 éves volt. A helyi elemi iskolába járt, amely összesen egy tanítóval és egy tanteremmel rendelkezett; ő volt a templom harangozója is. A nehéz anyagi helyzet miatt a család 1907-ben az acélgyárai miatt prosperáló Athusba költözött, németül beszélő közösségbe. Két évvel később Albert-t visszaküldték Longlier-be, hogy gondoskodjék agyvérzése után fél oldalára lebénult nagybátyjáról. Az első világháború kitörésekor egy acélüzemben volt inas. A német megszállás idején Winston Churchill (aki akkor brit hadügyi államtitkár volt) beszédeinek hatására csatlakozott az ellenállási mozgalomhoz és a brit felderítésnek dolgozott. A németek két alkalommal is elfogták és fogolytáborba zárták. A háború végén Szövetségi Győzelmi Éremmel és veteránstátusszal jutalmazták tevékenységét.
Claude szeretett volna orvosnak tanulni, de soha nem járt középiskolába és nem tudott latinul és görögül, ezért inkább a liège-i bányaipari iskolába felvételizett. Az új belga kormány azonban hozott egy rendelkezést, amely értelmében a háborús veteránok mentesültek a felvételi vizsgák és követelmények alól, így Claude 1922-től a Liège-i Egyetemen orvostudományt kezdett tanulni és 1928-ban megkapta orvosi diplomáját. Szakdolgozatát az egér rákos daganatainak patkányba való átültetéséról írta.

## Tudományos munkássága
Claude 1928-29-ben állami ösztöndíjjal Berlinben végzett orvosi kutatásokat, előbb az Institut für Krebsforschung, majd a Kaiser-Wilhelm-Institute für Biologie vendégeként. Visszatért Belgiumba, majd még 1929-ben a Belga-Amerikai Oktatási Alap támogatásával a New York-i Rockefeller Intézetben folytatta kutatásait. Feladata a Rous-szarkómavírus izolálása volt. 1930-ban kidolgozta az akkor forradalmi újdonságnak számító sejtfrakcionálás technikáját. A sejteket összezúzta, hogy felszakítsa a sejtmembránt, majd a tartalmát centrifugával tömeg szerint elkülönítette és frakciókra bontotta. Így az egyes sejtfunkciókat és biokémiai reakciókat adott tömegű frakcióhoz tudta rendelni. 1938-ban elsőként sikerült izolálnia a Rous-szarkómavírust, amely csirkékben tumoros megbetegedést okoz. Claude volt az első, aki az elektronmikroszkópot sejtek megfigyelésére használta; korábban a műszernek csak fizikai alkalmazása létezett. 1945-ben az elektronmikroszkóppal feltárta a mitokondriumok belső szerkezetét, frakcionálásuk révén pedig megállapította, hogy ők a sejtek energiagenerátorai. A citoplazmákban gazdag RNS-tartalmú részecskéket fedezett fel, melyeket mikroszómáknak nevezett el, és amelyeket később átneveztek riboszómának. Munkatársával, Keith Porterrel közösen felfedezte a citoplazma "csipkehálózatát", az endoplazmatikus retikulumot.
Albert Claude 1941-ben amerikai állampolgárságot kapott.
1949-ben visszatért Belgiumba, ahol a Jules Bordet Intézet igazgatója és a Brüsszeli Szabadegyetem orvosi tanszékének professzora lett. A hatvanas években egy Pozsonyban tartott konferenciát követően segítette egy fiatal kutató, Emil Mrena nyugatra szökését és később öt közös publikációt is megjelentettek. 1971-ben visszavonult a mindennapi munkától és professor emeritusként folytatta tevékenységét. 

## Díjai
1974-ben Albert Claude, a román származású George Emil Palade (aki munkatársa volt a Rockefeller Intézetben) és a szintén belga  Christian de Duve orvostudományi Nobel-díjat kapott "a sejt szerkezeti és funkcionális szerveződését illető felfedezéseikért". Claude számos egyéb kitüntetésben és díjazásban is részesült:
- 1965 Baron Holvoet-díj, Tudományos Kutatási Nemzeti Alap (Belgium)
- 1970 Louisa Gross Horwitz-díj, Columbia Egyetem
- 1971 Paul Ehrlich és Ludwig Darmstaedter-díj
- A Belga Orvostudományi Akadémia érme
- Ordre des Palmes Académiques, Franciaország
- II. Lipót-rend

## Családja
Albert Claude 1935-ben vette feleségül Julia Gildert, akitől egy lánya született, Philippa. Még azelőtt elváltak, hogy Claude visszatért volna Belgiumba. Claude-ot ismerősei kissé különcnek tartották és szoros barátságot tartott fent a festő Diego Riverával és Paul Delvaux-val, valamint a zenész Edgard Varèsével.
Albert Claude 1983. május 22-én halt meg Brüsszelben, 83 éves korában.

## Fordítás
- Ez a szócikk részben vagy egészben  az   Albert Claude című angol Wikipédia-szócikk ezen változatának fordításán alapul.  Az eredeti cikk szerkesztőit annak laptörténete sorolja fel. Ez a jelzés csupán a megfogalmazás eredetét és a szerzői jogokat jelzi, nem szolgál a cikkben szereplő információk forrásmegjelöléseként.